# Краусе, Штефан
Штефан Краусе (нем. Stefan Krauße; род. 17 сентября 1967, Ильменау, ГДР) — титулованный немецкий саночник, выступавший за сборные ГДР и Германии с середины 1980-х по 1998 год. Принимал участие в четырёх зимних Олимпийских играх и каждый раз оказывался в числе призёров. На первой в своей карьере Олимпиаде, проходивший в 1988 году в Калгари взял серебряную медаль, а спустя четыре года на играх в Альбервиле удостоился золота. В 1994 году на Олимпиаде в Лиллехаммере завоевал бронзу, затем, в 1998 году в Нагано стал олимпийским чемпионом во второй раз, после чего принял решение завершить карьеру профессионального спортсмена. Почти все свои победы одерживал в паре с Яном Берендтом.
Штефан Краусе является обладателем одиннадцати медалей чемпионатов мира, в его послужном списке семь золотых наград (парные заезды: 1989, 1991, 1993, 1995; смешанные команды: 1991, 1993, 1995) и четыре серебряные (парные заезды: 1997; смешанные команды: 1989, 1996, 1997). На чемпионатах Европы спортсмен получал подиумы пять раз, в том числе трижды был первым (парные заезды: 1996, 1998; смешанные команды: 1998) и дважды третьим (парные заезды: 1990, 1992). Краусе три раза занимал первую позицию в общем зачёте Кубка мира, в этом плане наиболее удачными для него стали сезоны 1993—1994, 1994—1995 и 1995—1996.
Краусе, как и его напарник Берендт, признан почётным жителем города Ильменау.